# Spermophilus suslicus
Espèce
Statut de conservation UICN

 NT  : Quasi menacé
Spermophilus suslicus est une espèce de mammifères rongeurs de la famille des Sciuridae menacée par la destruction de son habitat.

## Description
Le Spermophilus suslicus est un écureuil, possédant une fourrure marron tachetée de points blancs sur son dos et sa petite queue. Il fait une taille de 25 cm et un poids de 280 g en moyenne. Il est plus petit et moins social que d'autres écureuils du genre des Spermophilus.

## Répartition géographique
On peut le trouver en Pologne, Roumanie, Russie, Biélorussie et en Ukraine. Son habitat naturel se trouve dans les plaines tempérées, mais on peut également le trouver sur des sols cultivés. Il est menacé par la perte de son habitat, causée en partie par l'expansion de l'agriculture, le développement des villes et des industries et la réduction des pâturages. Il est également chassé dans certains endroits en tant que ravageur agricole.

## Comportement
Cet écureuil est une espèce diurne qui hiberne d'octobre à avril. Il est actif le matin lorsque les rayons du soleil ne sont pas trop forts, se retire en sous-sol pendant la chaleur de la journée et réapparaît en fin de journée pour se nourrir. Il se nourrit principalement d'herbe et de céréales, mais mange également de petits vertébrés.
Comparé à d'autres espèces de Spermophile, il vit dans un habitat relativement fermé possédant des hautes herbes qui bloquent la visibilité pendant ses saisons actives. Il vit dans des terriers à l'intérieur d'une colonie plus large. Ces colonies comptent jusqu'à 160 individus par hectare. Sa saison d'accouplement se situe entre Avril et Mai. Son temps de gestation et entre 23 et 26 jours. Il donne naissance à 4 jusqu'à 8 petits par portée.

## Liste des sous-espèces
Selon NCBI (8 avr. 2012) :
- sous-espèce Spermophilus suslicus gutattus
- sous-espèce Spermophilus suslicus odessana
- sous-espèce Spermophilus suslicus suslicus